# Eysarcoris
Eysarcoris es un género de hemípteros de la familia Pentatomidae, subfamilia Pentatominae.

## Especies
- Eysarcoris aeneus (Scopoli, 1763)
- Eysarcoris confusus Fuente, 1971
- Eysarcoris distinctus (Schouteden)
- Eysarcoris hispalensis Fuente, 1971
- Eysarcoris lereddii (Le Guillou)
- Eysarcoris luisae Fuente, 1971
- Eysarcoris perlatus Fabricius
- Eysarcoris uniformis Fuente, 1971
- Eysarcoris ventralis (Westwood, 1837) - White Spotted Bug
- Eysarcoris venustissimus (Schrank, 1776) - Woundwort Shieldbug

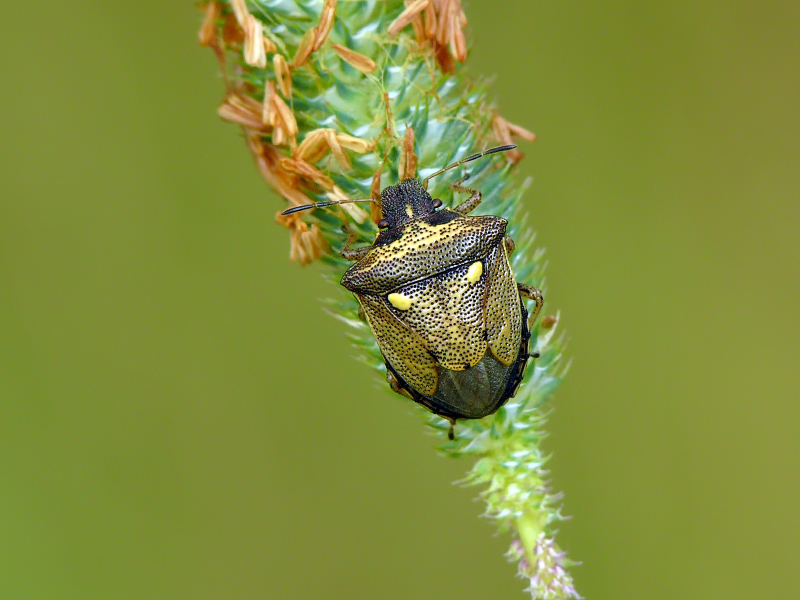
Eysarcoris aeneus
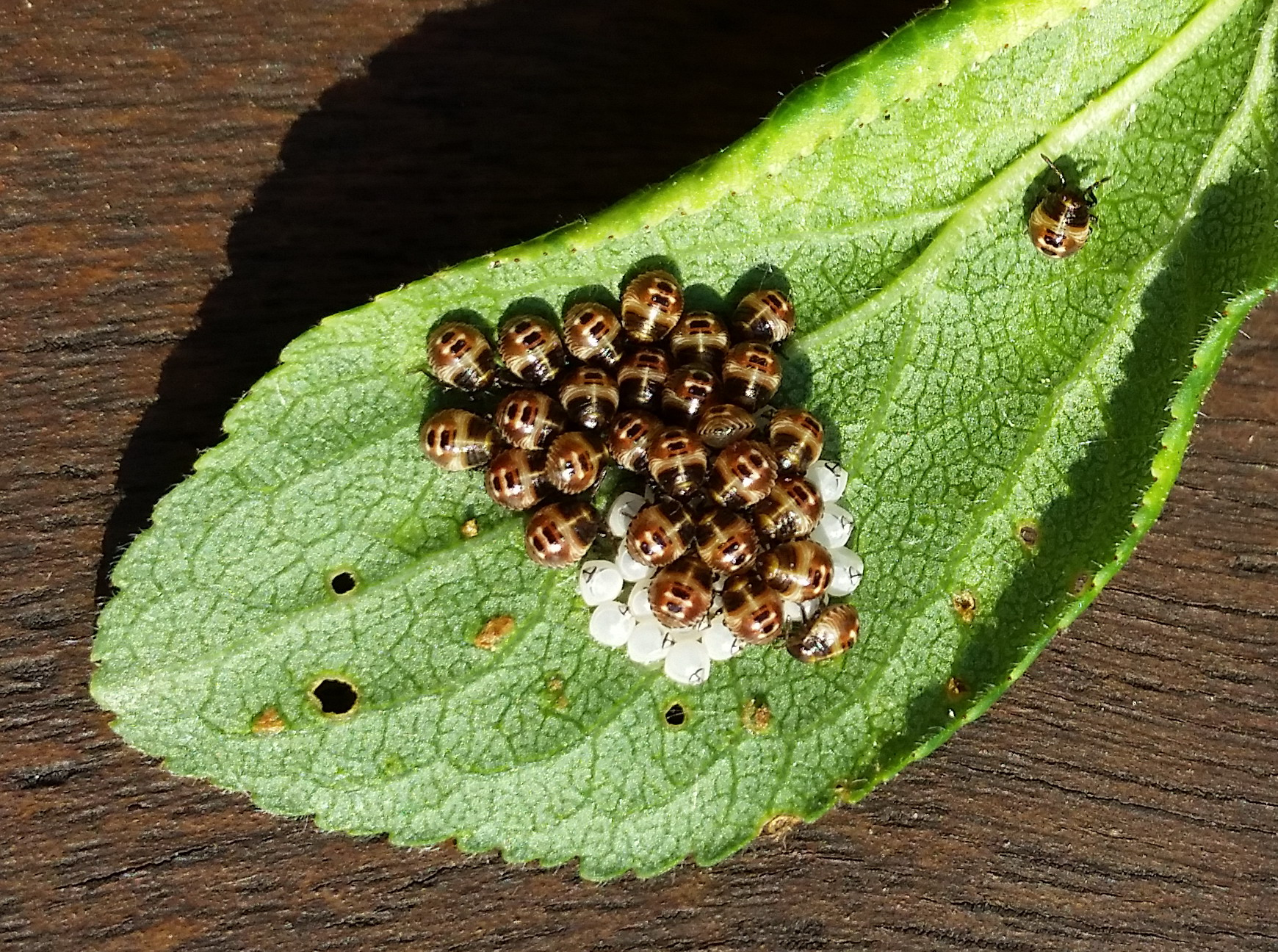
Ninfas de Eysarcoris venustissimus